# 1695

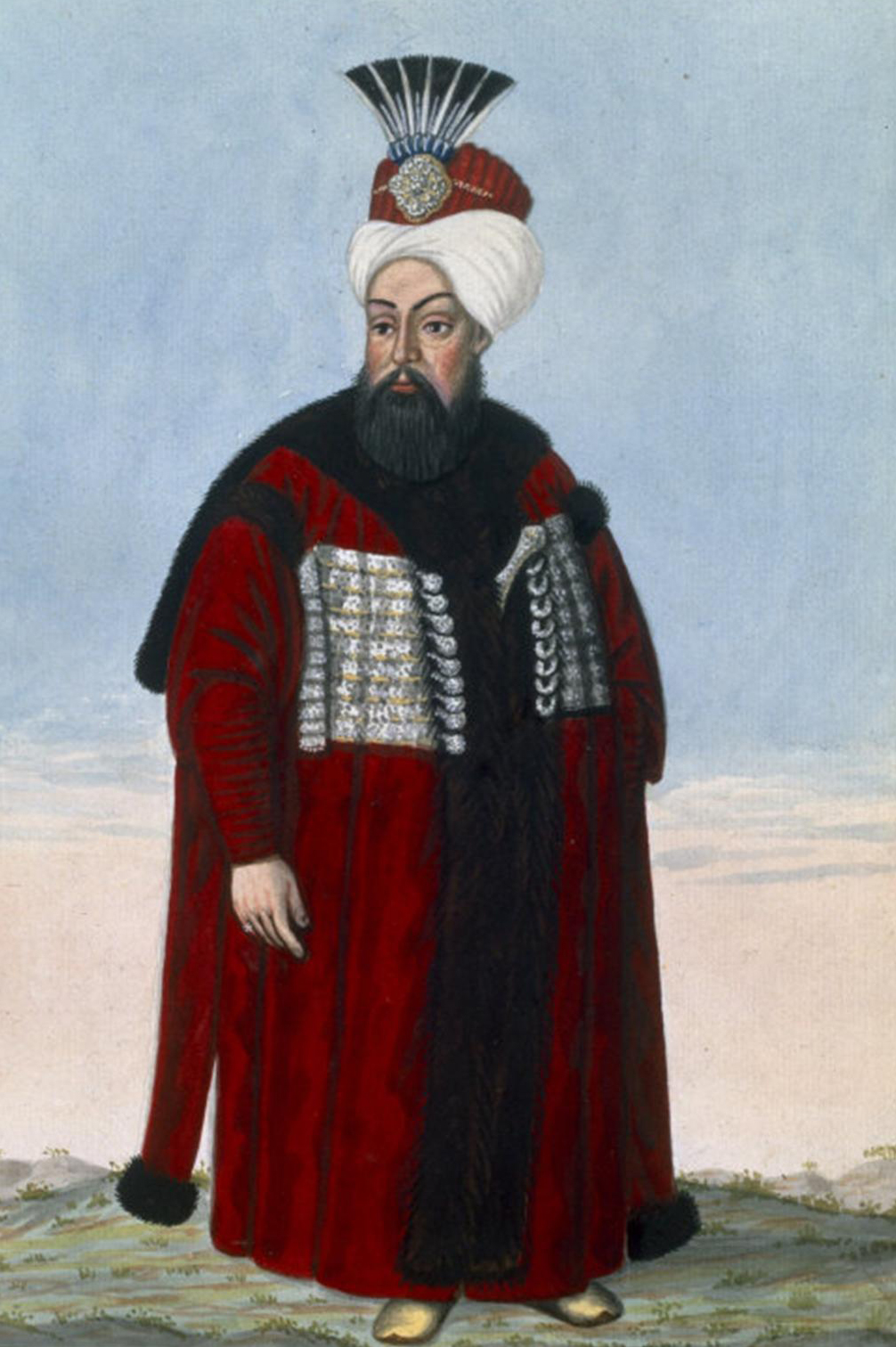
Ahmed II

Het jaar 1695 is het 95e jaar in de 17e eeuw volgens de christelijke jaartelling.

## Gebeurtenissen
augustus
- 13 tot 15 - Frans bombardement op Brussel in de Negenjarige Oorlog. De Grote Markt wordt zwaar beschadigd.
- 19 - Het beeldje van Manneken Pis van Brussel, dat tijdens het bombardement was verborgen, wordt feestelijk teruggebracht naar zijn plaats.

september
- 2 - Herovering door Menno van Coehoorn van de Citadel van Namen op de Fransen kost veel mensenlevens. (Negenjarige Oorlog). Zie ook 1693.

november
- 20 - De Braziliaanse leider der Marrons, Zumbi, wordt door de Portugezen onthoofd.

zonder datum
- Nederlands-Mauritius wordt zwaar getroffen door een orkaan. Het is twijfelachtig of de toch al wankele economie zich zal kunnen herstellen.
- Andrés de Avendaño de Layola bezoekt ahau Can-Ek III van Tayasal, hij tracht hem ervan te overtuigen dat de profetie verbonden aan het naderende einde van het katun in 1697 betekent dat de Maya's christenen moeten worden en zich aan de Spaanse koning onderwerpen.
- Ahau Can-Ek en enige honderden Itzá laten zich dopen.
- Een prins uit de koninklijke familie Nan Tharat verdrijft de voormalige eerste minister Tian Thala van de troon en wordt zo de 30e koning van Lan Xang.
- Na de dood van de onbeduidende en onbekwame sultan Ahmed II van het Osmaanse Rijk wordt deze opgevolgd door zijn neef Mustafa II.

## Muziek
- De Oostenrijkse componist Benedikt Anton Aufschnaiter schrijft te Neurenberg zijn Concors discordia, Opus 2

## Bouwkunst

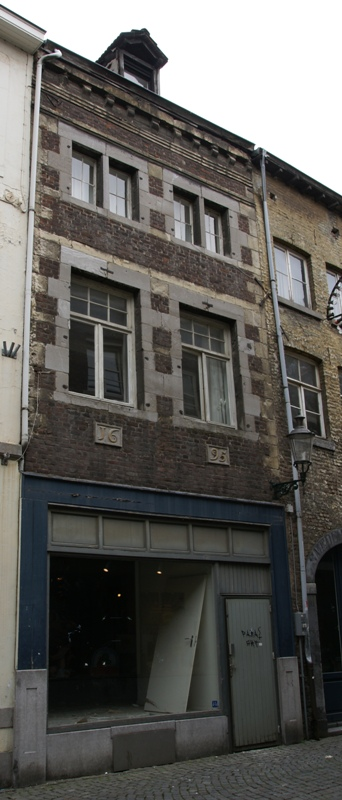
Woonhuis, Maastricht (1695)

## Geboren
januari
- Edward Braddock, Brits militair en opperbevelhebber (overleden 1755)

april
- 10 - Balthazar Huydecoper, Nederlands letterkundige, historicus en taalkundige (overleden 1773)

juni
- 30 - Christiane Mariane von Ziegler, Duits tekstdichteres, schreef onder meer voor Bach (overleden 1760)

september
- 3 - Pietro Antonio Locatelli, Italiaans componist en violist (overleden 1764)

december
- 29 - Jean-Baptiste Pater, Frans kunstschilder (overleden 1736)

## Overleden
februari
- 6 - Ahmed II van Turkije (51)
- 24 - Johann Ambrosius Bach (50), Duits componist, violist en altviolist

april
- 13 - Jean de La Fontaine (73), Frans schrijver
- 28 - Henry Vaughan (73), Welsh schrijver en arts

juli
- 8 - Christiaan Huygens (66), Nederlands wiskundige, astronoom en fysicus

november
- 21 - Henry Purcell (±36), Brits componist

datum onbekend
- Jacobus Koelman, (±63) Nederlands predikant en schrijver.